# Andreas Aigner

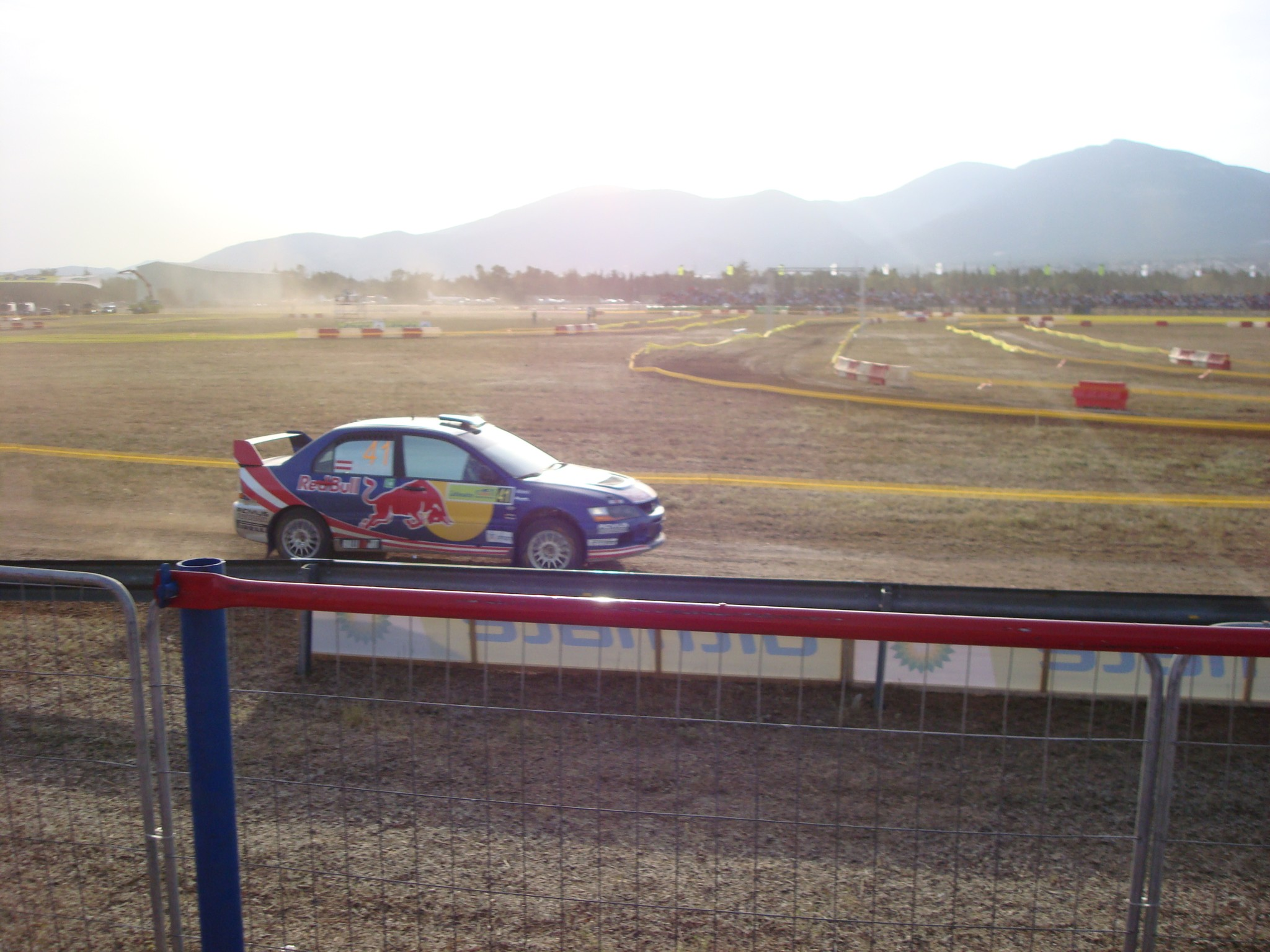
Aigner auf dem Weg zum Sieg in der P-WRC-Wertung der Rallye Griechenland 2008

Andreas Aigner (* 24. September 1984 in Leoben) ist ein österreichischer Rallyefahrer. Er gewann 2008 die Production-Wertung der Rallye-Weltmeisterschaft.

## Karriere
Im Jahr 2005 gab er sein Debüt in der Rallye-Weltmeisterschaft (WRC) in einem Mitsubishi Lancer Evolution VIII bei der Rallye Zypern. Er nahm an drei weiteren WRC-Rallyes in diesem Jahr teil. Für 2006 unterschrieb er beim Red-Bull-Škoda-Team von Armin Schwarz. Als Teamkollege von Harri Rovanperä nahm er in einem Škoda Fabia an zehn WRC-Rallyes teil. Er erzielte seine ersten WRC-Punkte mit einem sechsten Platz bei der Rallye Deutschland.
2007 wechselte er in die Production-Wertung der Rallye-Weltmeisterschaft (P-WRC) und fuhr einen von Red Bull finanzierten Mitsubishi Lancer Evolution IX. Er beendete die Saison auf dem 13. Platz. 2008 wurde er Weltmeister der P-WRC. Dabei entschied er die P-WRC-Rallyes in Argentinien, Griechenland und der Türkei für sich. In Argentinien wurde er zudem Achter in der regulären WRC-Wertung, in deren Gesamtwertung er den 19. Platz belegte.
2010 startete er in der österreichischen Rallye-Meisterschaft welche er am 6. Gesamtrang beendete. 2013 beendete er die Rallye-Europameisterschaft auf Rang 6.